# Кулик Петро Іванович

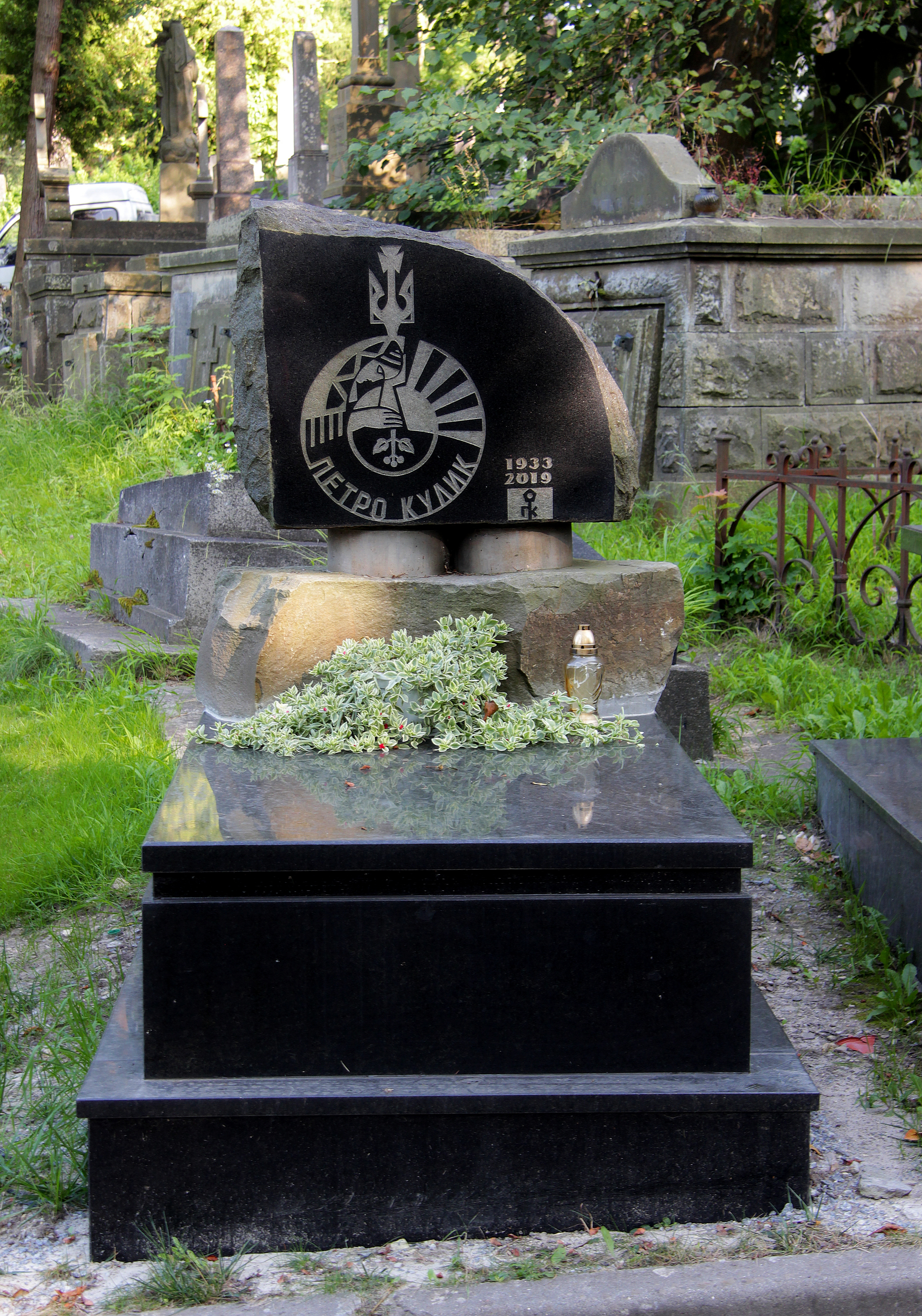
Могила Петра Кулика на 68 полі Личаківського цвинтаря у Львові

Петро́ Іва́нович Кули́к (1 січня 1933, с. Німстів, повіт Любачів, Польща — 19 грудня 2019, Львів) — український скульптор. Член Національної спілки художників України (1992).

## Життєпис

Пам'ятник Іванові Підкові, Черкаси

Петро Кулик народився 1 січня 1933 року в селі Німстові (Польща). Унаслідок депортації у 1945 році разом з родиною вимушений був переселитися до Радянської України до села Скородинці, що на Тернопільщині.
Упродовж 1960—1966 років навчався у Львівському державному інституті прикладного та декоративного мистецтва на факультеті кераміки. Педагоги з фаху — Дмитро Крвавич, Данило Довбошинський, Софія Караффа-Корбут.
Старший брат Петра Кулика — Микола Кулик, колишній вояк УПА, був емігрантом у місті Торонто. Микола Кулик — відомий громадський діяч української діаспори в Канаді, був членом адміністрації видавничого комітету «Літопису УПА», активним членом Об'єднання колишніх вояків УПА в США та Канаді.
19 грудня 2019 року Кулик Петро Іванович помер.
Похований на 68 полі Личаківського цвинтаря.

## Творчість

### Виставки
- 1970 — участь у виставці львівських художників у Києві;[3]
- 1970 — персональна виставка в Будинку архітектора у Львові;
- 1970 — участь в огляді-конкурсі «Мистецтво — народу» у Києві;
- 1992 — персональна виставка у Торонто (Канада).

### Основні твори
- Композиція «Нива» (1968, дерево, 91×59)[3],
- портрет Лесі Українки (1969, штучний камінь, 125×45×40)[3],
- Іван Підкова (1970, тонований гіпс, 65×25×25)[3],
- пам'ятник на могилі Володимира Ґжицького на Личаківському цвинтарі (1975)[4],
- портрет молодшого сержанта міліції Ю. Сизова (1977, тонований гіпс, 70×49×39),[5]
- «Навіки єдина» (1979, тонований гіпс, 80×40×50),[5]
- пам'ятник Івану Підкові, м. Львів (1982),
- пам'ятник Івану Підкові, м. Черкаси (1986),
- пам'ятник князю Володимиру та княгині Ользі, м. Чикаго (1989),
- пам'ятник Івану Франку, м. Торонто (1992),
- пам'ятник Роману Купчинському в селі Розгадів (1994, архітектор Володимир Блюсюк)[6],
- пам'ятник князю Васильку Теребовельському, м. Теребовля (1997),
- пам'ятник «Борцям за волю України», м. Золочів, Львівська область (1998),
- пам'ятник Пилипу Коновалу в Кутківцях (2000),[7]
- пам'ятник Андрію Мельнику в селі Воля Якубова (2006),[8]
- пам'ятник Івану Підкові, м. Канів, Черкаська область (2007),[9]
- проект пам'ятника Романові Шухевичу у Львові (2007, тонований гіпс).[10]
- «Червона рута» — проект пам'ятника Володимирові Івасюку у Львові (2009, бронза, граніт, 370×80).[11]
- Композиція «Іван Підкова» (не пізніше 2010, тонований гіпс, 52×20×20).[12]
- пам'ятник діячу ОУН Володимиру Макару у селі Поториця (2010, архітектор Володимир Блюсюк).[13]